# تازة

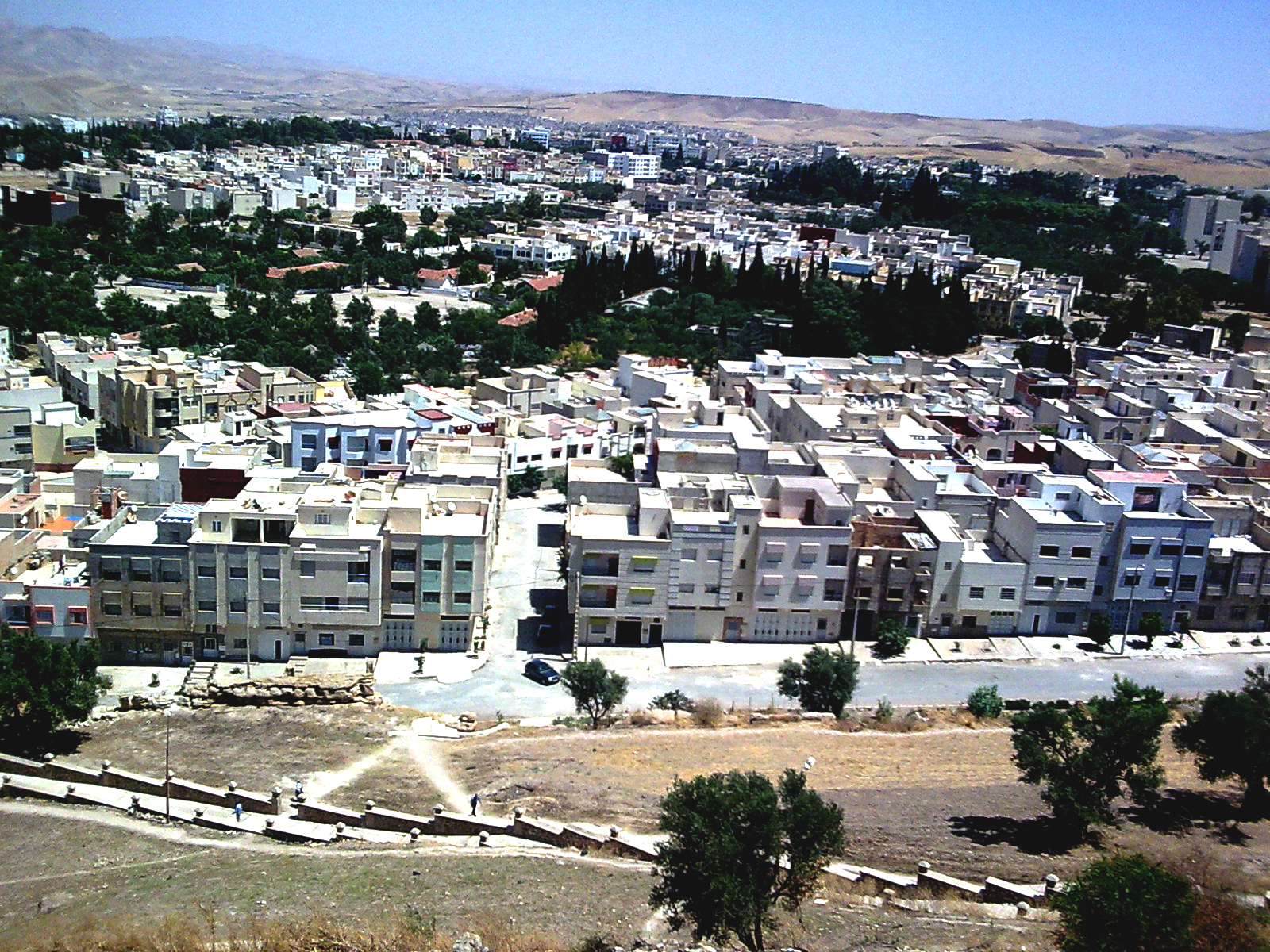
مدينة تازة

تازة  مدينة من أقدم المدن المغربية، تقع بالشمال الشرقي للمغرب. تعدّ مركزا هاما، نظرا لموقعها الجغرافي، بين جبال الأطلس و جبال الريف الشمالي، كانت تعدّ عاصمة وأهم نقطة تحول من حكم لآخر ومن دولة لأخرى، إذ يستحيل السيطرة على المغرب دون التحكم في تازة. لعبت أدوارا مهمة في تاريخ المغرب، علميا، وجهادا ضد المستعمر، وعرفت مراحل صعود وتراجع
وتضم تازة أصنافا من القبائل الأمازيغية و التنوع التقافي الأمازيغي و القبلي عدد سكان المدينة لسنة 2004 هو 139،686 نسمة، تتميز مدينة تازة بمناظرها الطبيعية المتمثلة في الجبال والمغارات، ومن بينها مغارة فريواطو وباب بودير....

## تاريخ
عرفت منطقة تازة الأمازيغية الاستقرار البشري منذ عصور قديمة، ويدل على ذلك ما عثر عليه من مخلفات بشرية، أواني فخارية، نقوش داخل المغارات،مغارة فريواطو متلاُ عظام، أدوات حجرية وحديدية. وفي مرحلة موالية أنشأت قبيلة مكناسة الزناتية مكناسة تازة، وأقام بها المرابطون قلعة، وفي العصر الموحدي أسس عبد المومن بن علي سورها وشيد بها المسجد الجامع الأعظم سنة 542 هـ /1147 م، واتخذت المدينة كرباط فأصبحت تعرف برباط تازا. دخل المرينيون رباط تازة سنة 614 هـ / 1217 م، حيث اتخذوها عاصمة مؤقتة نظرا لموقعها المحصن، وخصوها بمجموعة من المعالم المعمارية. وفي العصر الوطاسي كان رباط تازا عبارة عن مدينة تضم ثلاث مدارس وعدد من الحمامات والأسواق، وبعد الاضطرابات التي عرفتها المدينة أواخر العصر المريني استرجعت بعضا من أهميتها العسكرية، فأضيفت إليها بعض التحصينات، على غرار برج البستيون الذي شيد في عهد أحمد المنصور الذهبي، في الجهة الجنوبية الشرقية من المدينة. وفي العصر العلوي كان السلطان مولاي رشيد، الذي دخلها سنة 1075 هـ / 1665 م، أول من اهتم بمدينة تازة، ويرجع ذلك إلى ما كان للزاوية الدلائية من قوة ونفوذ بعد تحكمها في المحور التجاري التقليدي فاس - سجلماسة، فاتخذها قاعدة لمحاصرة فاس والاستيلاء عليها، وقد أحدث مولاي رشيد بعض التغييرات بالمدينة، فحول ما يعرف بدار المخزن والمشور من جوار المسجد الجامع الأعظم إلى محاذاة البستيون الشهير، في الجهة الجنوبية الشرقية من المدينة، وأعاد تجديد المسجد الجامع الأعظم. أما في بداية القرن العشرين فأصبحت المدينة تنقسم إلى حيين الأول في الشمال يحيط بالجامع الكبير، ويعرف ب " موالين الجامع "، والثاني بالجنوب، ويعرف ب" الفوقيين "، نظرا لطابعه المرتفع. وقد خضع هذا التقسيم للخصائص الطبوغرافية والطبيعية لموقع المدينة. تنقسم مدينة تازة إلى قسمين القسم الأول تحتي والقسم الثاني أفقي. القسم الأفقي المسمى ب "تازة العليا الممتد من "باب الريح"(أحد الأزقة التازية) إلى حي"الكوشة".

## الشخصيات التي كان لها دور في نهضتها
- السلطان أبو يعقوب يوسف المريني: الذي أمر بتوسيع المسجد الأعظم في تازة وإنشاء الثريا التاريخية، مما عزز مكانة المدينة كمركز ديني وثقافي.
- الحسين ابن رشيق: الكاتب والأديب الذي أشرف على تنظيم احتفالات تدشين الثريا في المسجد الأعظم، وكان له دور في الحياة الثقافية للمدينة.
- العزفيون: أسرة علمية بارزة في سبتة، كان لها تأثير على تازة من خلال علاقتها بالسلطان المريني.
- علماء وفقهاء تازة: الذين ساهموا في نشر العلوم الدينية والفكرية، مما جعل المدينة مركزًا علميًا مهمًا في المغرب.[10]

## جغرافيا
تقع مدينة تازة بالممر الذي يصل المغرب الشرقي بالمغرب الغربي، ويشكل هذا الموقع نقطة تحول بين نهر ملوية الشبه جاف، من جهة الشرق، وحوض إيناون الخصب، من جهة الغرب، الذي يمتد في اتجاه الحوض الأسفل سهل سايس، كما يمكن اعتبارها منطقة وصل بين أقصى شمال الأطلس المتوسط وجبال الريف. ونظرا لهذا الموقع المتميز الذي يرتفع عن سطح البحر ب 585 م فإن الهدف الأساسي وراء نشأتها، منذ القديم وإلى بداية الفترة المعاصرة، كانت وظيفة عسكرية أمنية حمائية في المقام الأول. يغلب على المدينة الطابع الجبلي باردة شتاء وحارة صيفا.

## أحياء
تنقسم الأحياء في مدينة تازة إلى أحياء عتيقة وقديمة وجديدة أهمها:

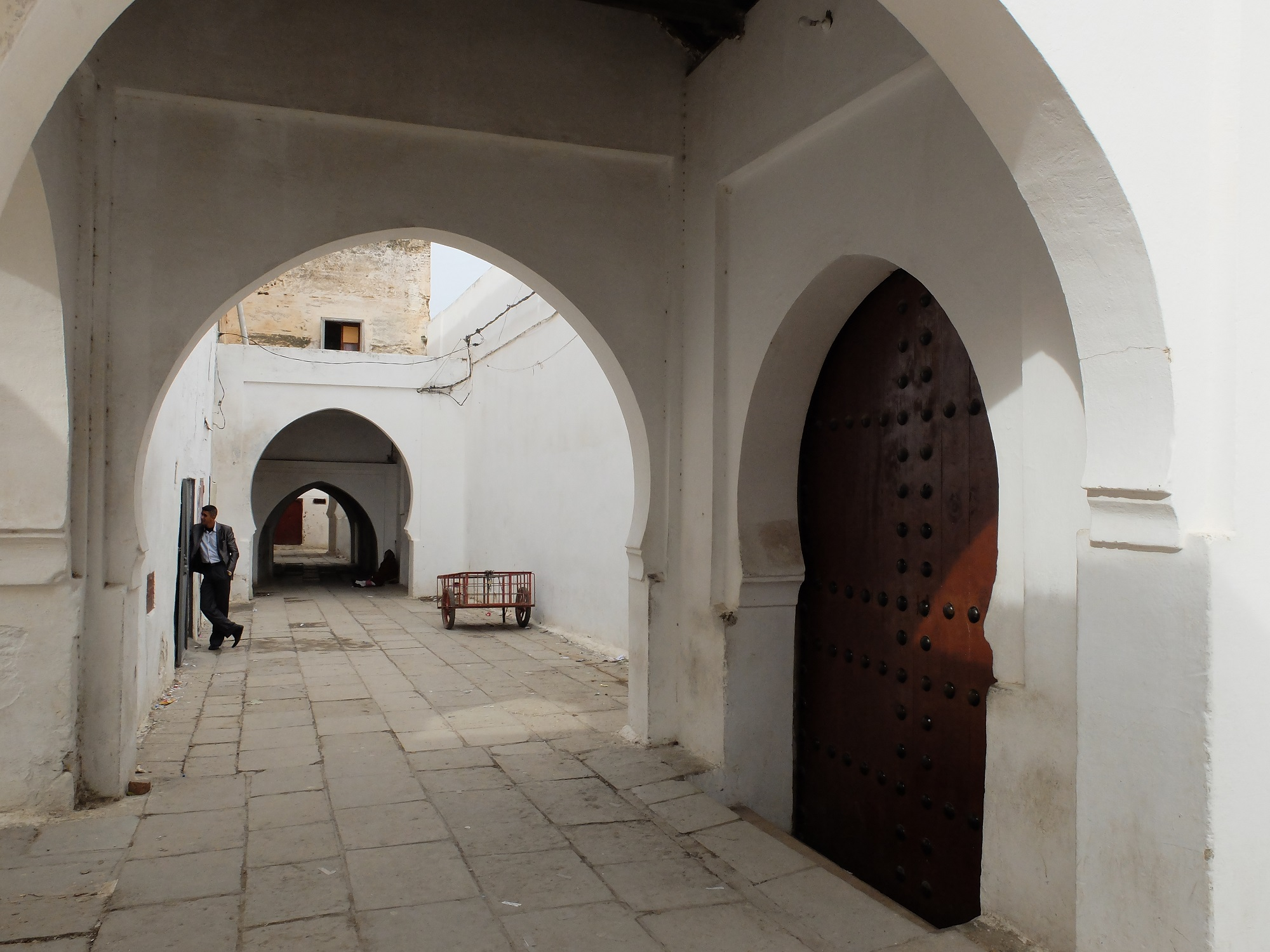
حي المسجد الكبير بتازة

- الأحياء العتيقة الفوق (العليا)
  - باب الزيتونة
  - الجامع الكبير
  - الاحراش
  - الأمسيلة
  - باب طيطي
  - باب الريح
  - كناوة
  - القلوع
  - الزاوية
  - القطانين
  - المشور
  - باب الشريعة
  - زقاق الوالي
- الأحياء القديمة التحت (السفلى)
  - بيت غلام
  - دراع اللوز
  - الكعدة
  - أوريدة
  - حي الحجرة
  - بين جرادي
- الأحياء الجديدة
  - حي المستقبل
  - حي الكوشة
  - حي مسيلة
  - حي المستقبل
  - حي المسجد الكبير بتازةحي القدس
  - حي المسيرة
  - حي بين الجرادي
  - حي دوار عياد
  - حي الدوار الجديد
  - حي الملحة
  - حي المسيرة 1/2
  - حي السعادة
  - حي القدس 1/2/3.
  - حي أوريدة
  - حي الوفاق
  - حي طريق الوحدة
  - حي المنتزه
  - حي الأمل
  - حي الياسمين
  - حي المسعودية
  - حي مولاي يوسف
  - حي الرشاد
  - حي ربايز
  - حي جون كينيدي
  - حي دوار ميمونة
  - حي افريواطو
  - حي الشارع

## معطيات

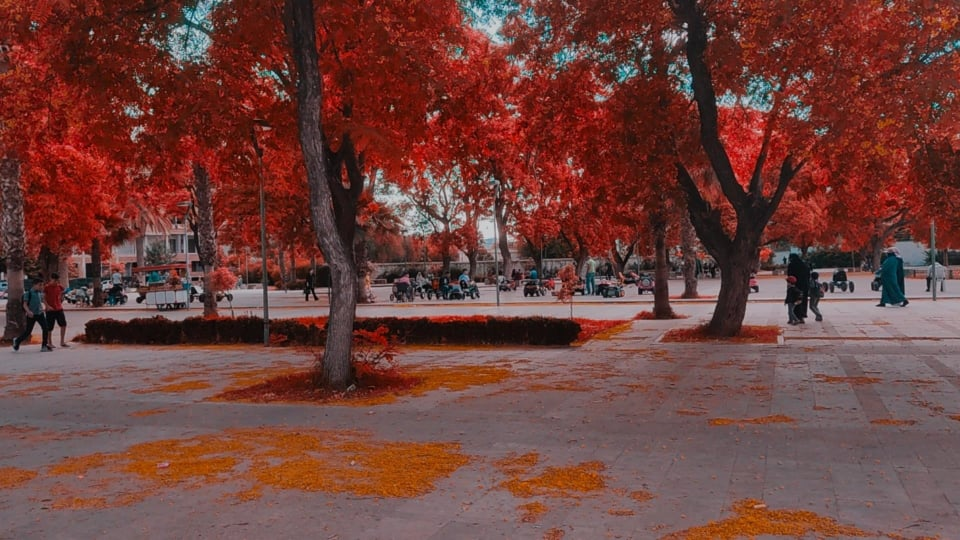
حديقة البلدية بتازة

من بين الأحياء المعروفة في مدينة تازة نجد" الكوشة وهي عبارة عن تجمع سكني متوسط يمتاز بأخوته ونظافتة.وكذلك نجد الجامع الكبير وزقاق الوالي والمدينة القديمة إضافة إلى عدد كبير من الشيوخ والأولياء الصالحين من بينهم سيدي عيسى... دون أن نهمل حي العلويين أحد أجمل أحياء المدينة المتميز بالأمن التنظيم وكذلك نجد في مدينة تازة مناظر خلابة وتمتاز أيضا بهوائها النقي وتضاريسها الجميلة ونجد أيضا قرية رأس الماء الخلابة وباب بودير المخيم الرائع إضافة إلى أدمام ومغراوة وبويبلان.

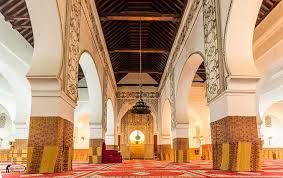
المسجد الكبير بتازة

وهذا لا يجعلنا ننسى وادي بوزكري الذي يتمتع بمناظر جد خلابة ناهيك عن مغاراته المحدودة.

## الثقافة
- الملتقى الدولي لمسرح الطفل الذي جرى سنة 2007 في مدينة تازة المغربية.[12]
- مهرجان تازة للضحك

## الرياضة
نادي الجمعية الرياضية التازيةُ هو نادٍ رياضي مغربي من مدينة تازة. يمارس في دوري الدرجة الثالتة المغربي، تأسس النادي سنة 1949. نشأ النادي على أنقاض نادي آخر في المدينة والذي أنشأه المعمرون الفرنسيون سنة 1946 وهو نادي سبورتينغ تازة الذي كان من أقوى الأندية في الأربعينات وانقسم بعد استقلال المغرب عن فرنسا سنة 1956 إلى فريقين هما : الهلال التازي و النجاح التازي، لكن الناديين فشلا في تمثيل المدينة على أعلى المستويات في المغرب ليتقرّر إعادة دمجهما من جديد تحت اسم الجمعية الرياضية التازية سنة 1991. تم تأسيس ناد آخر في المدينة سنة 1998 تحت اسم: نادي القدس التازي .

### استشهادات
1. ↑  المملكة المغربية, المندوبية السامية للتخطيط. population.pdf "الإحصاء العام للسكان و السكنى 2004" (PDF). ص. 66. مؤرشف من الأصل (pdf) في 2015-05-01. اطلع عليه بتاريخ 2012-04-20. {{استشهاد ويب}}: تحقق من قيمة |مسار أرشيف= (مساعدة)
2. ↑  المندوبية السامية للتخطيط (المحرر)، الإحصاء العام للسكان والسكنى لسنة 2014، QID:Q19599909
3. ↑   http://rgph2014.hcp.ma/file/166326/. {{استشهاد ويب}}: |url= بحاجة لعنوان (مساعدة) والوسيط |title= غير موجود أو فارغ (من ويكي بيانات) (مساعدة)
4. ↑  GeoNames (بالإنجليزية), 2005, QID:Q830106
5. ↑  المجاهد الشيخ محمد المامون بن محمد فاضل وقبائل منطقة تازة: مقاربة سوسيو-تاريخية لنموذج من التواصل ما بين شمال المغرب وجنوبه. اطلع عليه بتاريخ 2024-07-24.
6. ↑  "تازة .. الفقيه الشنقيطي (الشيخ محمد المامون الشيخ محمد فاضل) في ذاكرة المدينة الوطنية.. عبد السلام انويكًة كاتب و باحث مغربي – موقع الشيخ محمد فاضل". مؤرشف من الأصل في 2024-07-26. اطلع عليه بتاريخ 2024-08-31.
7. ↑  الزركلي، خير الدين. الأعلام - ج 8 : نافع بن ظريب - يوهنس. IslamKotob. مؤرشف من الأصل في 2016-03-03.
8. ↑  Nozhet-el hādi bi akhbar moulouk el-Karn el-Hadi : 1511-1670 / par Mohammad al Saghir ben al Hadj ben Abd-Allah al Wafrani ; publ. par O. Houdas ; Titre : Histoire de la dynastie Saadienne au Maroc (page 176-177) : 1511-1670 |  Éditeur : E. Leroux (Paris) Date d'édition : 1889 Contributeur : Houdas, Octave (1840-1916). Traducteur نسخة محفوظة 2016-03-05 على موقع واي باك مشين.
9. ↑  Reconnaissance au Maroc (بالفرنسية). p. 495. 30
10. ↑  "من مفاخر تراث تازة وتحفها.. جامعها الأعظم وثرياه المتفردة - الحدث تيفي | Alhadat TV". الحدث تيفي |  Alhadat TV. 8 مارس 2025. مؤرشف من الأصل في 2025-04-28. اطلع عليه بتاريخ 2025-06-02.
11. ↑  منجزات المرحلة الأولى من المشروع  نسخة محفوظة 25 أبريل 2020 على موقع واي باك مشين.
12. ↑  المهرجان الدولي الثامن لمسرح الطفل نسخة محفوظة 19 أبريل 2016 على موقع واي باك مشين.